# 劇団文化座
劇団文化座（げきだんぶんかざ）は、1942年に「井上正夫演劇道場」のメンバーだった女優鈴木光枝・俳優山村聡・演出家佐佐木隆らで結成された劇団。2020年現在の代表は女優の佐々木愛。日本芸能マネージメント事業者協会会員。
2008年（平成20年）度（第63回）文化庁芸術祭（演劇部門・関東参加公演の部）大賞を受賞している。

## 沿革
1942年4月の第1回旗揚げ公演は、国民新劇場（旧称「築地小劇場」）での梅本重信作｢武蔵野｣。1944年12月の第7回公演の和田勝一作「牛飼いの歌」まで国民新劇場で公演。1945年3月10日の東京大空襲で同劇場が焼失後、拠点を失い、同年6月、旧満州（中国東北部）へ渡る。かねてから日本移動演劇連盟の傘下に入っていたが、東京を拠点とした演劇にこだわっていた同劇団に、同連盟から提示された派遣先は佐々木愛の講演によれば「沖縄、広島、満州」の三つの選択肢しかなかったという。
満州で敗戦を迎えた劇団は、日本に引揚げ、三好十郎作「その人を知らず」、｢炎の人 ゴッホ小伝｣、山代巴原作｢荷車の歌｣、長塚節原作「土」等の上演に取り組む。
1967年10月、佐佐木隆死去。1975年、鈴木光枝が「三人の花嫁」で芸術優秀賞（演出部門）を受賞。
1982年、水上勉作・木村光一演出「越後つついし親不知」により、文化庁芸術祭大賞を受賞。また、主演の佐々木愛が紀伊國屋演劇賞を受賞。
1987年より佐々木愛が劇団代表となる。
1998年、鈴木光枝の代表作「おりき」が500ステージを達成。

## 佐佐木隆について
日外アソシエーツ現代人物情報より。
演出家。明治42年4月4日(1909年)-昭和42年10月30日(1967年)。
出生地：秋田県秋田市。拓殖大学商科〔昭和7年〕卒業。昭和9年築地小劇場表方、11年井上正夫演劇道場文芸部員となり、17年山村聡、妻の鈴木光枝らと文化座を結成。死去するまで文化座の全演目の演出を担当した。女優の佐々木愛は一人娘。

## 上演作品

### 代表作
三好十郎作品
- 「おりき」
- 「その人を知らず」
- 「炎の人 ゴッホ小伝」

その他
- 「荷車の歌」（山代巴原作）
- 「埠頭」
- 「美しい人」
- 「土」（長塚節原作）
- 「サンダカン八番娼館」（山崎朋子原作）
- 「越後つついし親不知」（水上勉原作）
- 「草の根の志士たち」
- 「越後瞽女日記」
- 「向い風」
- 「三人の花嫁」
- 「三婆」
- 「女と刀」
- 「あめゆきさんの歌」
- 「びっくり箱」
- 「あかきくちびる あせぬまに」
- 「ほにほに、おなご医者」
- 「いろはに金平糖」(堀江安夫作)
- 「眼のある風景」（窪島誠一郎原作）
- 「笑う招き猫」（山本幸久原作）
- 「三つの宝」（芥川龍之介原作）
- 「天国までの百マイル」（浅田次郎原作）
- 「二人の老女の伝説」（ヴェルマ・ウォーリス「ふたりの老女」/星野道夫「森と氷河と鯨」他より）

## 過去に在籍した俳優
- 河村久子
- 山村聡
- 和沢昌治
- 山形勲
- 浜村純
- 丹波哲郎
- 中島元
- 斉藤三勇
- 関登美雄
- 西村まさ彦
- 亀石征一郎
- 外山高士
- 田村錦人
- 嵯峨崇司
- 建部道子
- 山岡徹也
- 大久保正信
- 佐藤輝
- 武内文平